# Kbs wz. 1996 ベリル
Kbs wz. 1996 ベリル（ポーランド語: 5,56 mm Karabinek  szturmowy wzór. 1996 Beryl）は、ポーランドのファブルィカ・ブローニ・ウーチュニクが7.62mm口径のAK-47、AKM及び5.45mm口径のKbk wz. 1988 タンタルの後継として設計した5.56x45mm NATO弾を使用するアサルトライフル。なお、Berylとはベリリウムを表すポーランド語の単語である。

## 開発
1991年にポーランドは、AK-74と同じ5.45x39mm弾を使用するwz. 88タンタルの本格量産を開始したが、間もなく冷戦が終結し共産主義政権が終焉を迎えたこと、西側諸国への接近を図りNATOへの加盟を目指し始めたことから、1994年にポーランド軍は5.56x45mm NATO弾を制式弾薬とすることを決定。5.56x45mm NATO弾を使用する新型のKbs wz. 1996 ベリルを1996年に仮採用、各種テストを経て1999年に制式採用し製造・配備を開始した。

## 構造
wz. 1996 ベリルは、実質的にはwz. 88 タンタルの5.56x45mm NATO弾仕様と言える。wz. 88 タンタルと同様にAK系アサルトライフルのガス圧利用式（ロングストロークピストン方式）と回転ボルト閉鎖機構を特徴とする。
wz. 88 タンタルから継承した特徴として3点バースト機構を備える。銃の右側面にはダストカバー兼用の安全装置レバー、左側面には射撃モード切替レバーが設けられている点もwz. 88 タンタルと同様である。後者については操作しやすいように、指掛けが二本に増やされている。
銃身の先端に装備したフラッシュサプレッサーにライフルグレネードの発射能力がある点はwz. 88 タンタルと同じだが、サイズが小型化されている。銃全体の寸法をwz. 88 タンタルに合わせるため、AK系アサルトライフルとしては珍しく、フロントサイトよりも前方に銃身が約25mm延長され、サプレッサーの短縮分を補う形となっている。折畳み銃床はより強固な構造に改良されたが、やはり寸法はwz. 88 タンタルのものに準じている。銃身下部には、wz. 74 パラド グレネードランチャーの装着が可能である。
運用年数が長いこともあり改良が進み、レシーバーカバー上部に覆いかぶせる形で照門部分と銃床基部で固定するピカティニー・レールマウント、上下左右の4面にピカティニー・レールを備えるハンドガード、半透明な弾倉、伸縮式銃床を装着するようになった。

## 運用
wz. 1996 ベリルはポーランドのNATO加盟に合わせ、他NATO加盟国との弾薬規格の統一による補給の安定性の確保を目的として採用されたが、軍事予算の制約等からポーランド軍全体への配備は徐々に行われた。2011年までに累計45,000挺以上のwz. 1996 ベリルおよび近代化改修型が配備されたが、それはポーランド軍の小銃の約半分であった。
2015年に追加調達がなされ、現在までにwz. 1996 ベリル、wz. 1996 ミニベリル等の派生型を合わせ、86,500挺がポーランド軍に納入された。

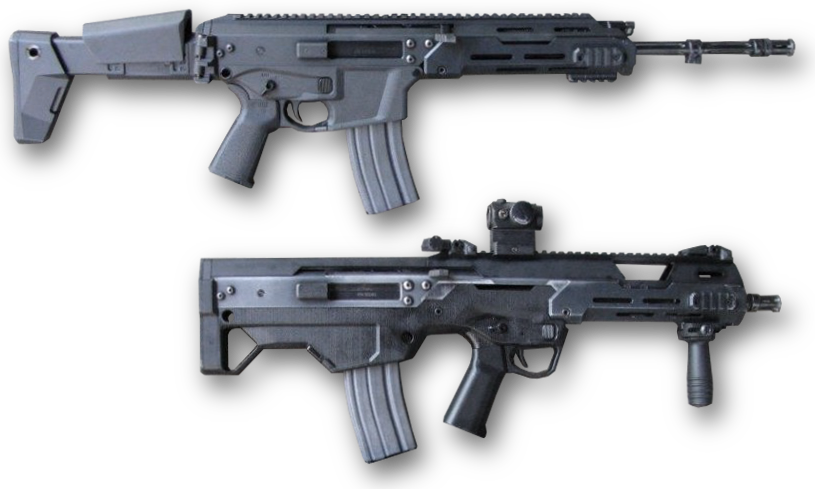
MSBSのスタンダードモデルとブルパップモデル。

近代化改修されているとは言えAKクローンモデルであり旧式化しつつあることから、ラドム社はポーランド軍向けに新型のモジュール・ライフル・システム(FB MSBS Grot)を開発し、2017年にポーランド軍への正式な納入が開始された（ポーランドの国民的英雄であるステファン・ロヴェツキ将軍の渾名であるグロート(Grot)の愛称が付けられ、GrotはM-LOKハンドガードの採用、ボルトリリースレバーの採用、3点バースト機構の廃止、銃身長を16インチに短縮、作動方式をショートストロークピストン式に変更したことによってベリルの後継としてふさわしい銃となっている）。
ポーランド軍に対するwz. 1996 ベリルの納入は終了しているが、治安部隊や警察に向けてのwz. 1996 ミニベリルの生産は継続されている。
wz. 1996 ベリルおよびwz. 2004 ベリルは、AK-74系ライフルを軍用装備する国々に対する近代化改修モデル提案として輸出向けに力点を置いている。

## 派生型

### 軍向け

#### Kbs wz. 1996A ベリル (karabinek krotki wzór. 1996A Beryl)
1996年にポーランド軍に最初に納入されたモデル。折りたたみ可能な金属製管状銃床を備えていてこの銃床は低気温下でも頬付けした際に皮膚が付着しないよう全体に薄くポリマーコーティングがされており、ゴム製の銃尾が取り付けられている。灰色のプラスチックで構成されたハンドガードと新しいデザインの銃口装置を備えている。またレシーバーカバー上部にはPOPC 1またはPOPC 3という独自のピカティニーレールシステムが取り付けられており、CWL-1やCK-3、LKA-4、PCA-6といったポーランド軍の照準器やそれ以外でもピカティニーレールにあった規格の照準器を取り付けることができる。またこのレールシステムはレシーバーカバーではなくフロントトラニオンに固定されているため精度が維持される。また無改造でwz. 88 タンタル用の二脚を取り付けることができる。

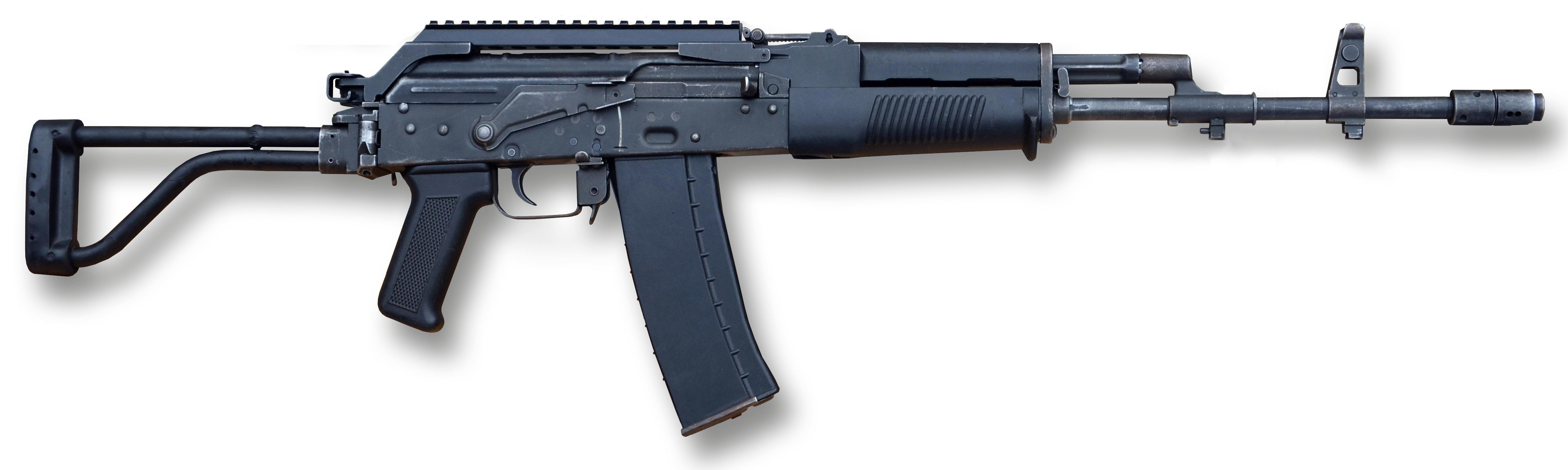
kbs wz. 1996A ベリル
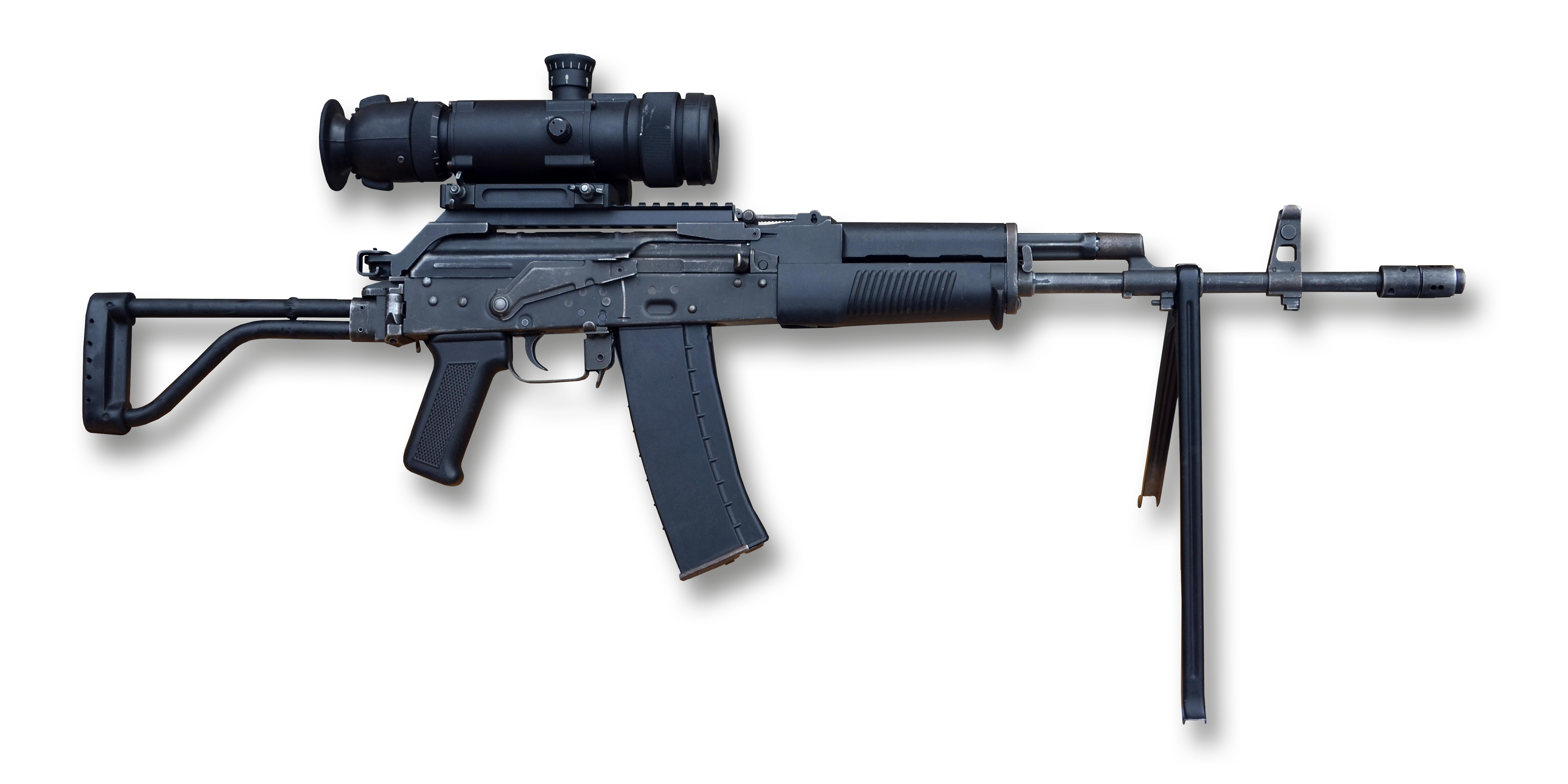
照準器と二脚を取り付けたwz. 96A ベリル。
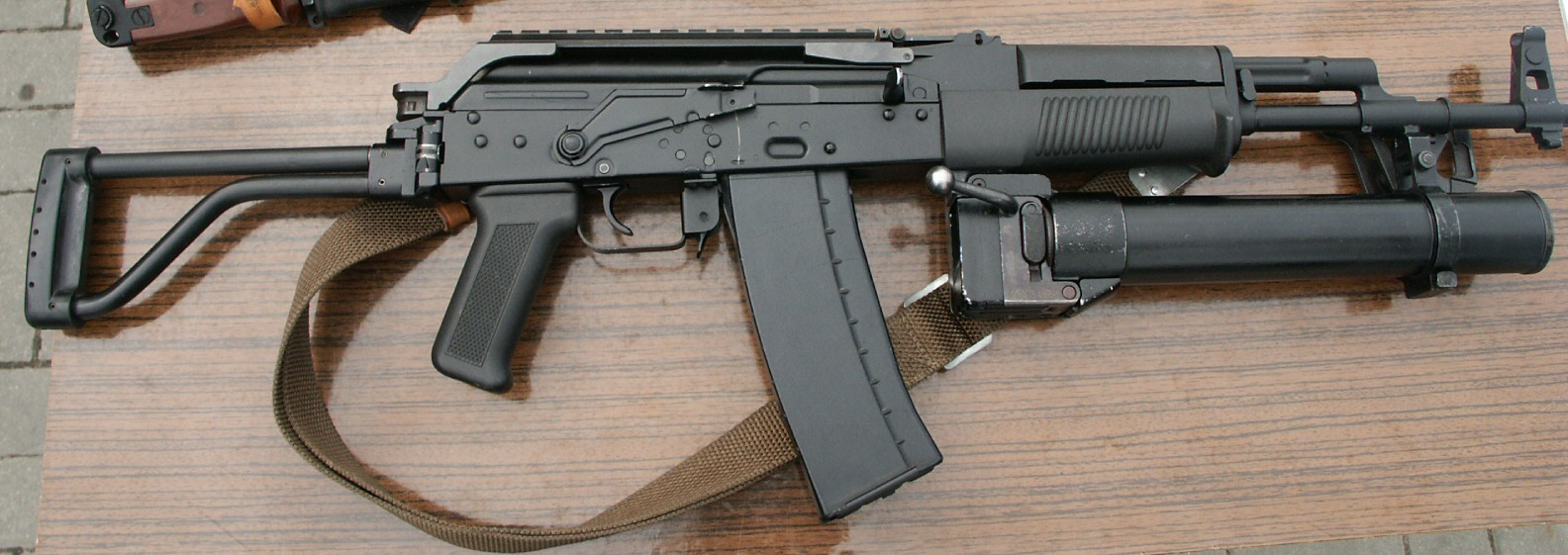
wz. 74 パラドを取り付けたwz. 96A ベリル。
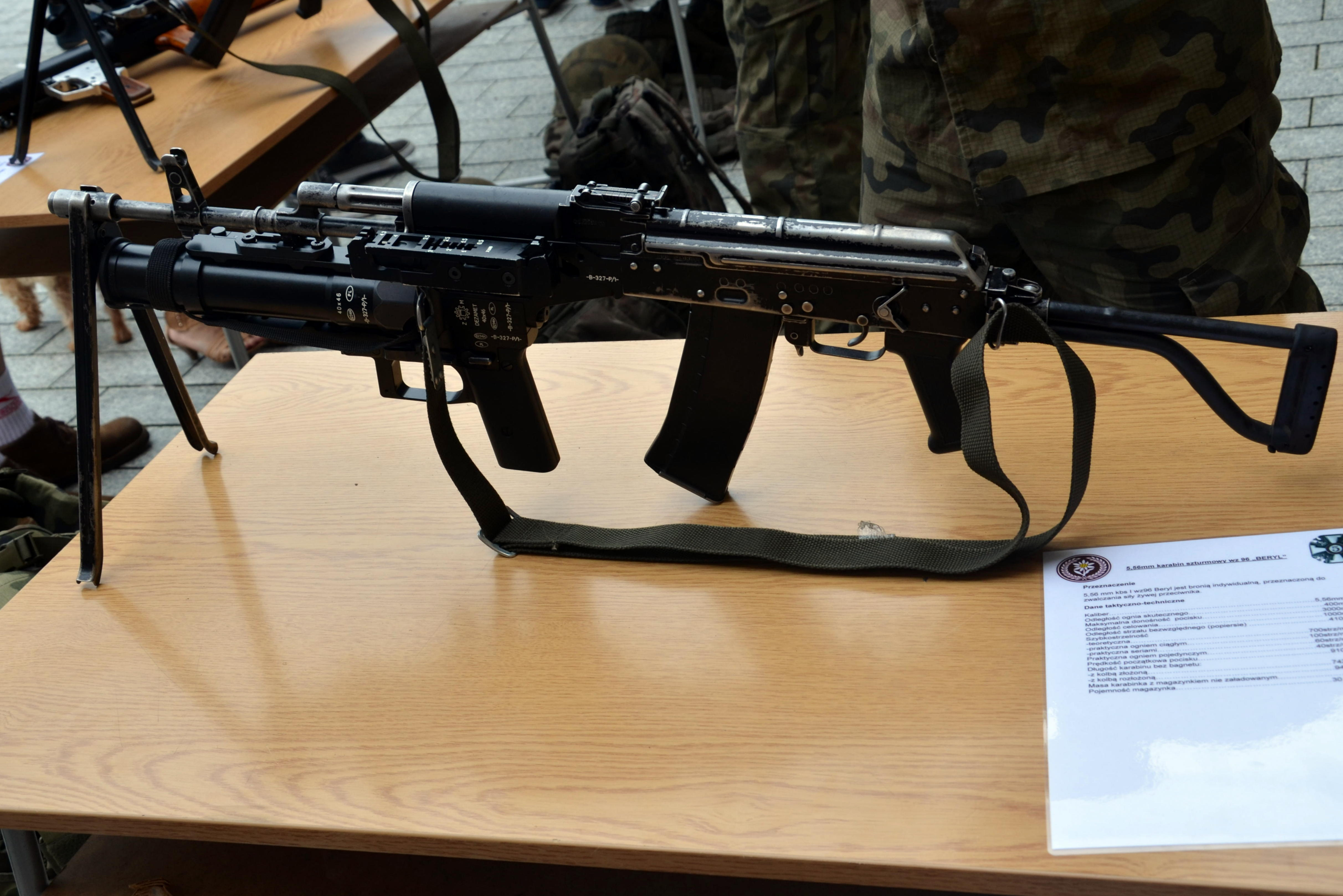
SBAO-40を取り付けたwz. 96A ベリル。

#### Kbs wz. 1996B ベリル／Kbs wz. 2004 ベリル (karabinek krotki wzór. 1996B Beryl)
2004年からポーランド軍に納入され始めたwz. 96A ベリルの改良モデル。ハンドガードをフォアグリップと一体化した独特な形状のもに変更している。またこのハンドガードの左右にはピカティニーレールが備えられておりライトやレーザーサイトなどが取り付け可能。

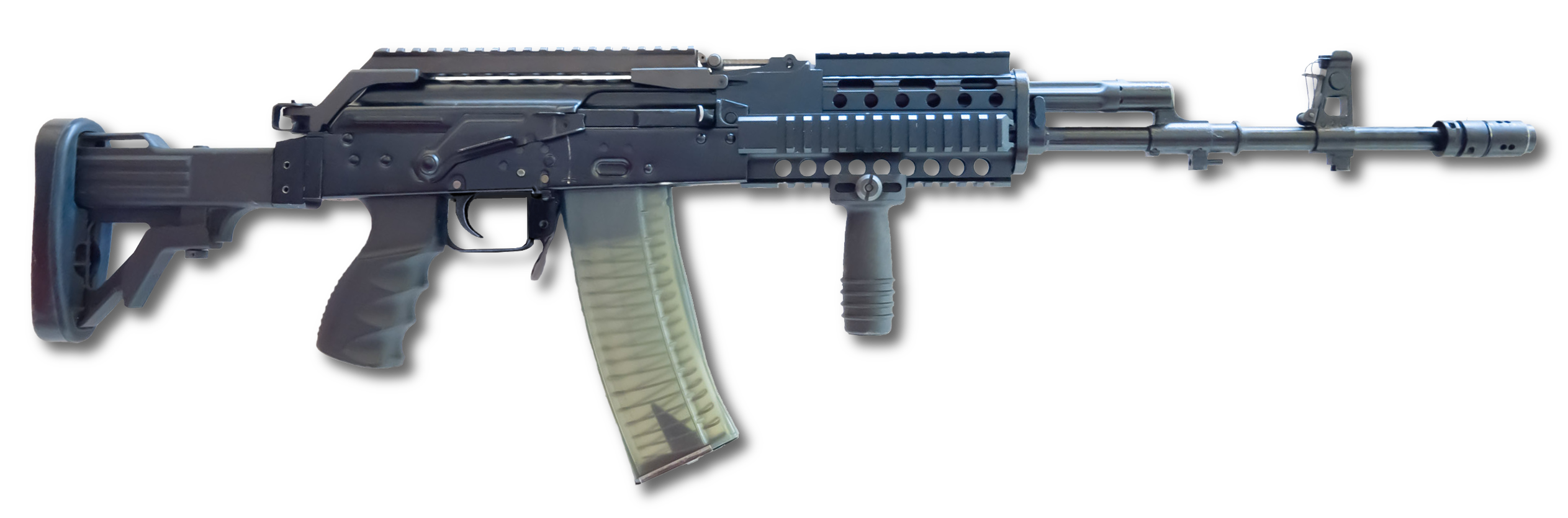
Kbk wz. 1996C ベリル

#### kbs wz. 1996C ベリル (karabinek krotki wzór. 1996C Beryl)
2009年にポーランド軍に納入された改良モデル。ハンドガードは上下左右にピカティニーレールを備えたものを取り付けており灰色のプラスチックで構成された新しいグリップが備えられている。また銃床は伸縮調整可能な全く新しいものに変更され、レールシステムはPOPC 4に更新されている。

#### Kbs wz. 1996D ベリル (karabinek krotki wzór. 1996D Beryl)
前述したMSBS Gortとの競合として開発されたwz. 96C ベリルの改良モデルの試作型。レールシステムをフロントトラニオンに固定するPOPCシリーズではなくレシーバーカバーに直接ピカティニーレールが取り付けられている。そしてAR-15タイプマガジンを使用可能にするアダプターが標準で取り付けられている。試作のみで終了し採用はされなかった。

#### Kbk wz. 1996A ミニベリル（karabinek krotki wzór. 1996A Mini-Beryl）
1997年にポーランド軍が導入した銃身長を235mmに短縮したカービン。銃口にはwz. 91 オニキスのものと同形状のフラッシュハイダーが装着されており、銃床はwz. 96A ベリルと同じもので、ハンドガードもwz. 96A ベリルのものを短縮したものが取り付けられている。またレシーバーカバー上部を覆うようにMIL-STD-1913というピカティニーレールシステムが取り付けられており、さまざまな照準器が取り付け可能。
全長：730mm / 銃床折りたたみ：525mm、重量：3.00kg

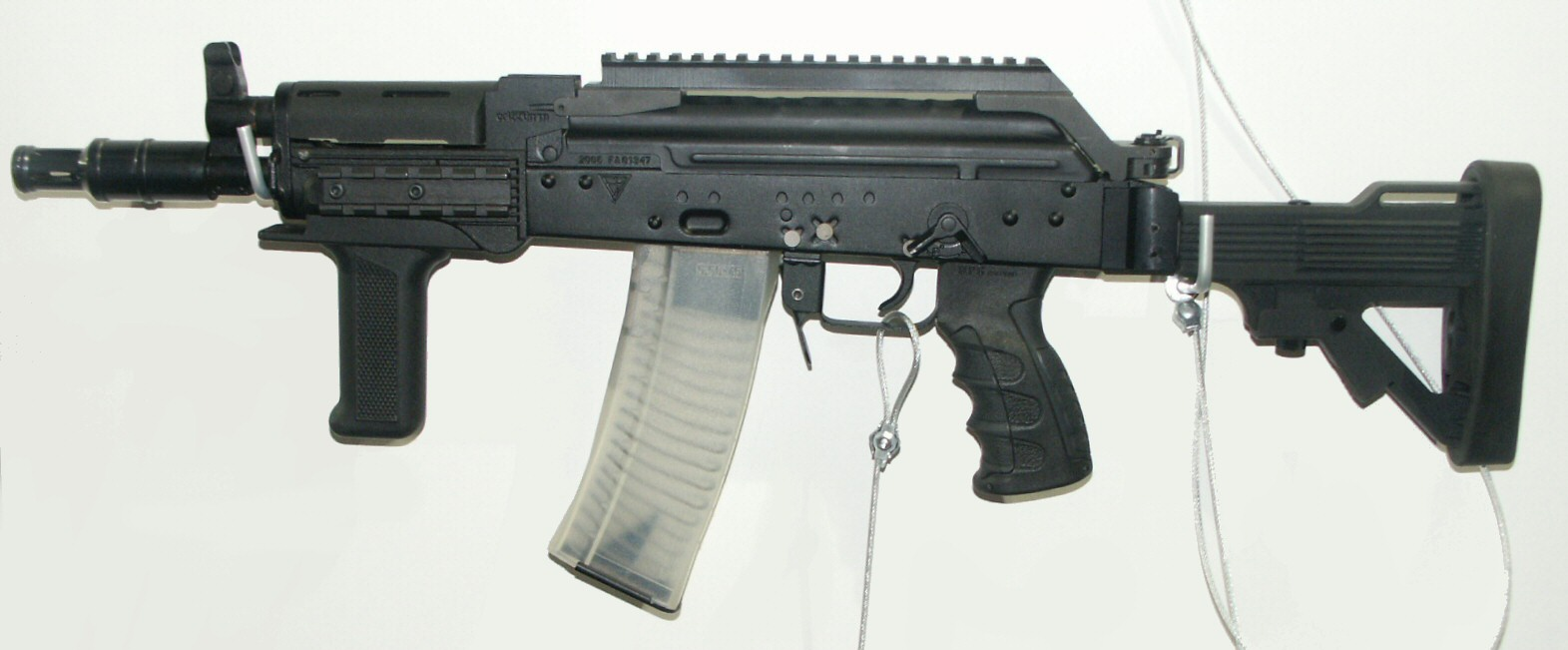
Kbk wz. 1996B ミニベリル

#### Kbk wz. 1996B ミニベリル（karabinek krotki wzór. 1996B Mini-Beryl）
wz. 96A ミニベリルにwz. 96B ベリル同様の改良を施したモデル。ハンドガード左右にピカティニーレールを追加している。またwz. 96B ベリルではファアグリップは固定だったが、wz. 96B ミニベリルではハンドガード下部に専用のマウントを追加することでフォアグリップを取り外し可能にしている。銃床はwz. 96A ベリルと同様のものとwz. 96C ベリルと同様のものの2タイプがある。

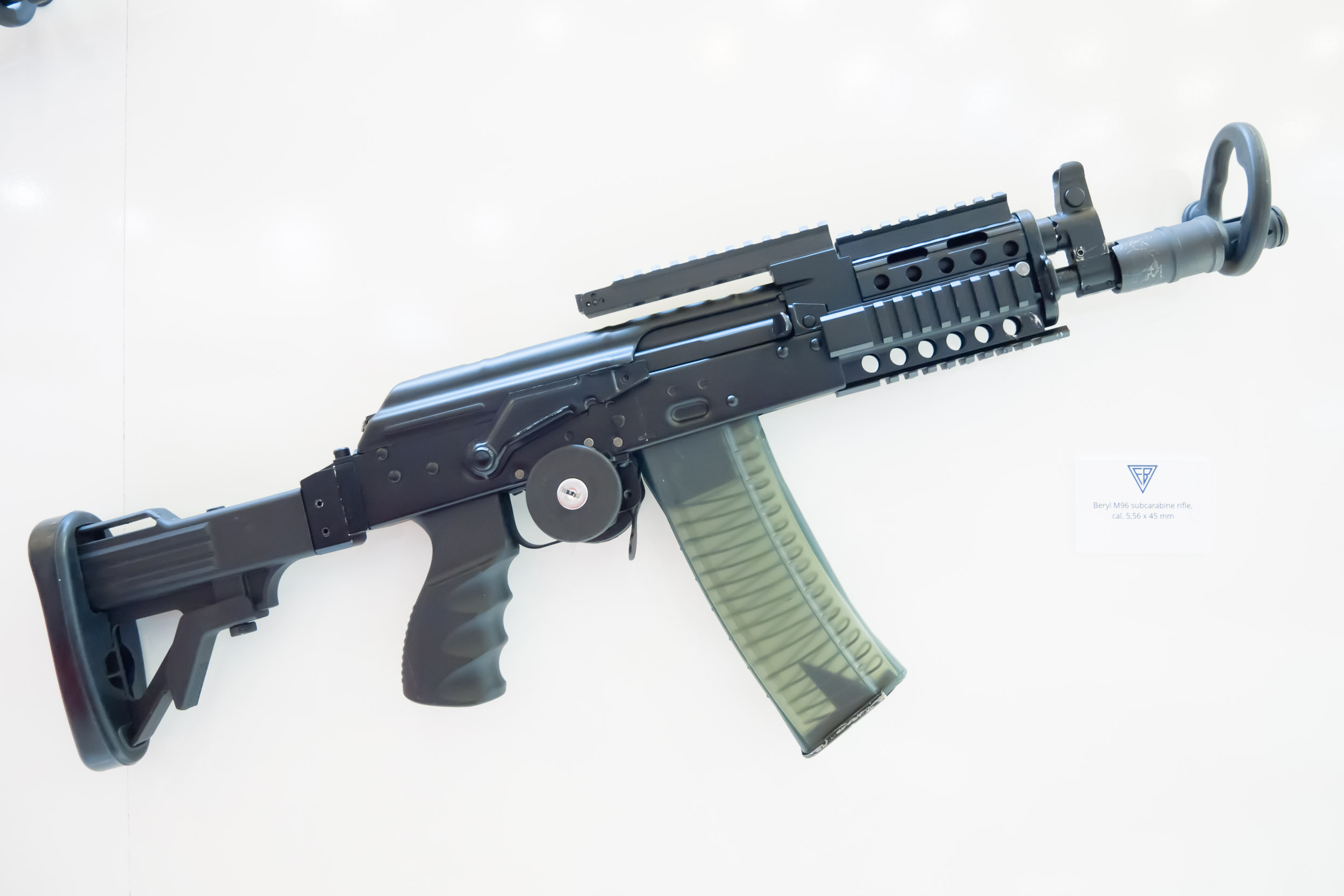
Kbk wz. 1996C ミニベリル

#### Kbk wz. 1996C ミニベリル（karabinek krotki wzór. 1996C Mini-Beryl）
wz. 96A ミニベリルにwz. 96C ベリル同様の改良を施したモデル。wz. 96C ベリルのものを短縮したハンドガードを取り付けている。銃床はwz. 96C ベリルと同様。

#### Kbk wz. 1996D ミニベリル（karabinek krotki wzór. 1996D Mini-Beryl）
wz. 96C ミニベリルにwz. 96D ベリル同様の改良を施したモデル。

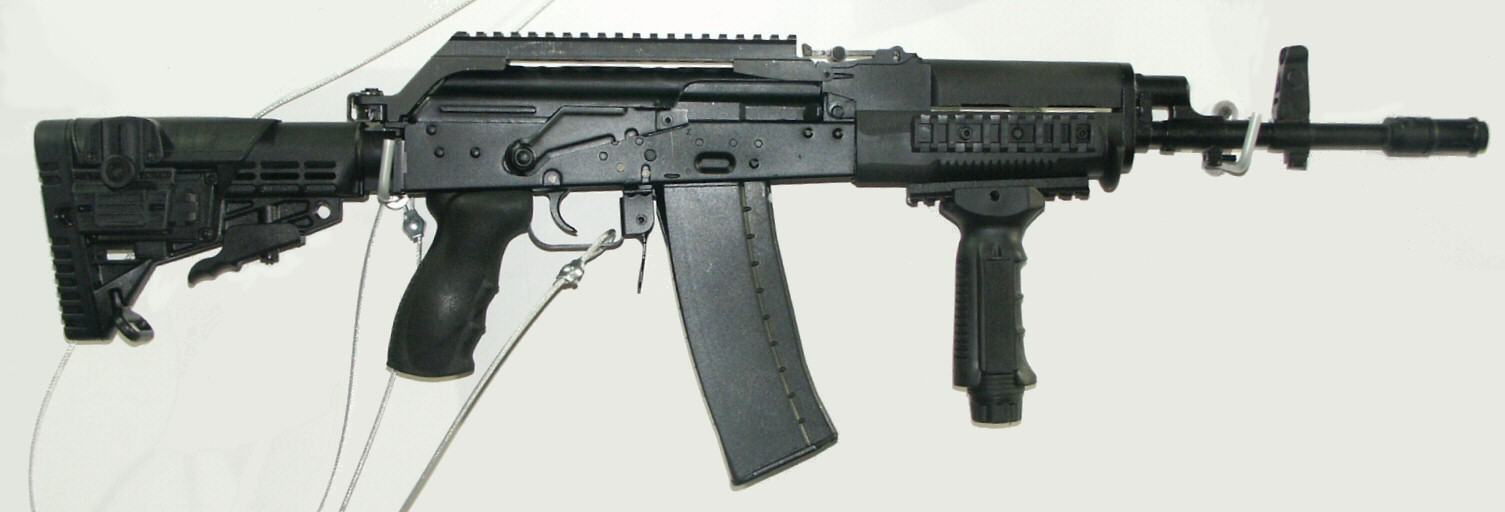
ベリル・コマンド

#### ベリル・コマンド
銃身長を406mmに短縮化したカービンモデル。ガスピストンシリンダーも短縮化され、ハンドガードの左右と下部にピカティニーレールを装備する。

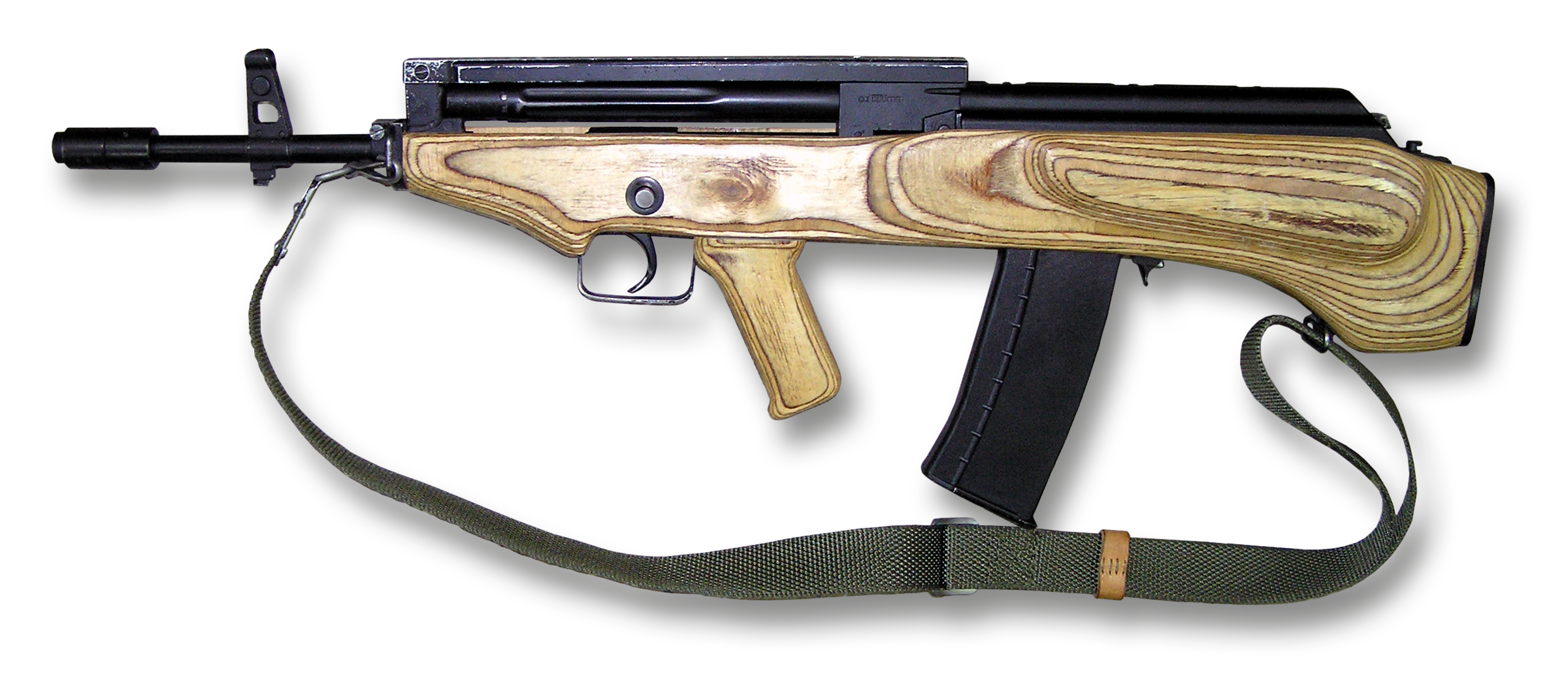
Kbk wz. 2002 ビン

#### Kbk wz. 2002 ビン（karabinek wzór. 2002 Bin）
ワルシャワ軍事工科大学にて行われたブルパップ方式銃器の研究の一環として2002年に試作されたwz. 96 ベリルのブルパップ仕様。 

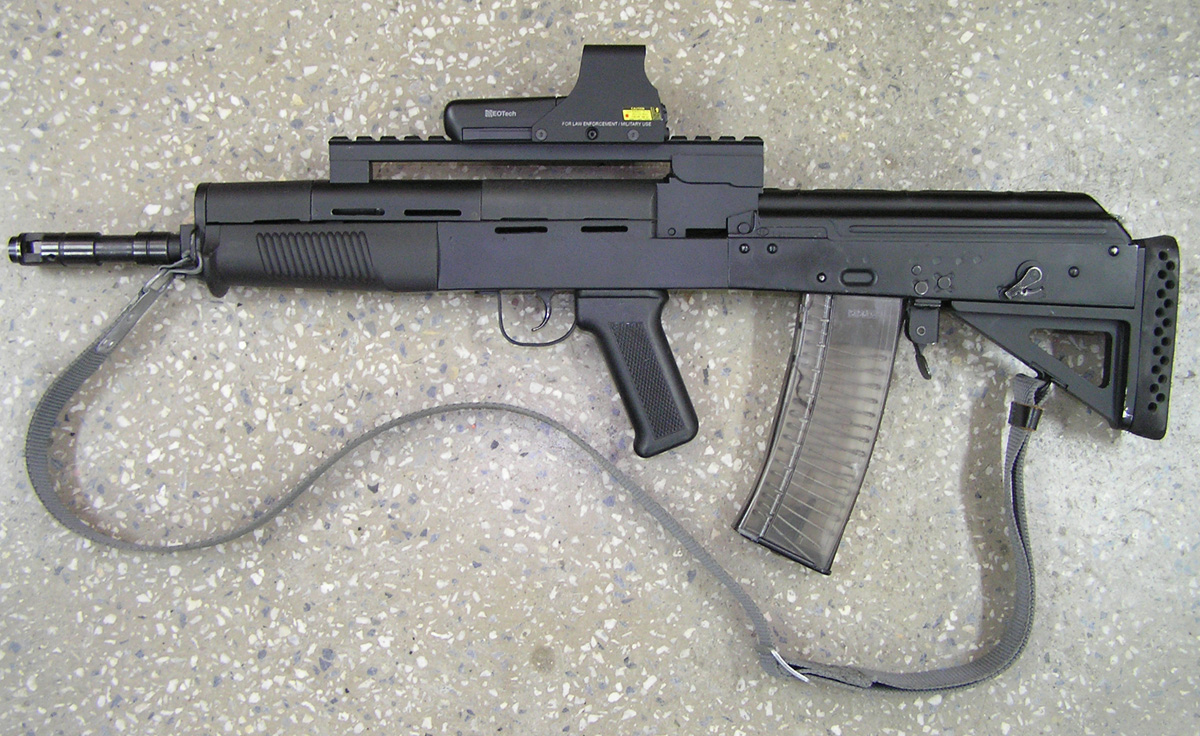
Kbk wz. 2005 ジャンター

#### Kbk wz. 2005 ジャンター（karabinek wzór. 2005 Janter）
wz. 02 ビンをベースに設計されたブルパップ方式の自動小銃で、より実戦的な外見を有している。wz. 96 ベリルのレシーバーをほとんどそのまま利用している。

#### ベリル M545
使用弾薬を5.45×39mm弾にしたモデル。海外への輸出がメインの自動小銃。

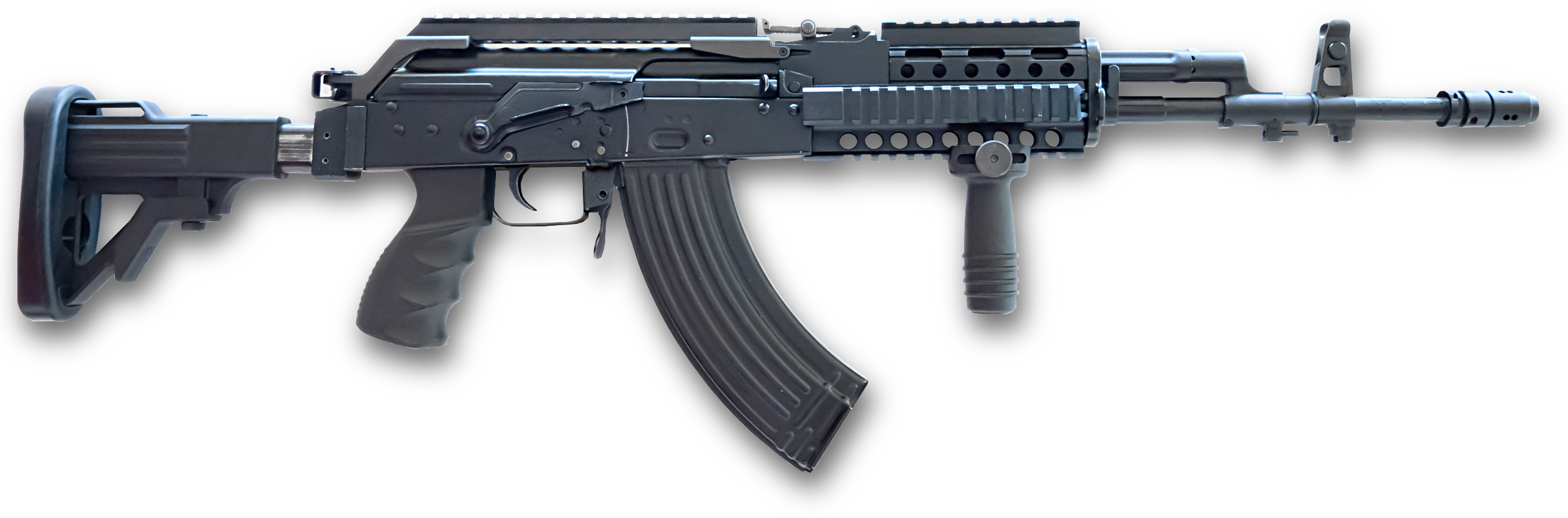
ベリル M762

#### ベリル M762
使用弾薬を7.62x39mm弾にしたモデル。海外への輸出がメインの自動小銃でナイジェリアが採用している。

#### ベリル M22
使用弾薬を.22 ロングライフル弾にしたモデル。海外への輸出がメインの自動小銃。

### 民間向け

#### S ベリル M1
wz. 96A ベリルのセミオートのみ民間向け仕様。銃床は折りたたみ可能なものではなくAK-74と同じ形状の黒色ポリマー製固定銃床が取り付けられている。またレシーバー左側面の小型セレクターは廃止されている。
使用弾薬は7.62×39mm弾の762 S ベリル M1と5.56×45mm弾の223 S ベリル M1が存在する。

#### ベリルS
wz. 96C ベリルのセミオートのみ民間向け仕様。仕様に変化はないが、S ベリル M1と同じくレシーバー左側面の小型セレクターは廃止されている。
使用弾薬は7.62×39mm弾のベリルS 762と5.56×45mm弾のベリルS 223が存在する。

#### ミニベリルピストル
wz. 96 ミニベリルの拳銃仕様。銃床を取り外し、グリップはwz. 96C ベリルのものに交換されている。またS ベリル M1と同じくレシーバー左側面の小型セレクターは廃止されている。

#### ミニベリルS 223
wz. 96C ミニベリルのセミオートのみ民間向け仕様。仕様に変化はないが、S ベリル M1と同じくレシーバー左側面の小型セレクターは廃止されている。
使用弾薬は5.56×45mm弾のみ。

## 登場作品

### ゲーム
『PLAYERUNKNOWN'S BATTLEGROUNDS』
「Beryl M762」（PC版）または「M762」(Mobile）の名称でベリル M762が登場する。射撃モードがフルオート、セミオート、3点バーストの3種類が備わっている。使用弾は7.62x39mm弾。
『Tom Clancy's Rainbow Six Siege』
ポーランド特殊部隊GROMのオペレーター「ゾフィア」の武器「M762」として、輸出型のベリル M762が登場する。ハンドガードや塗装が標準のものと異なるほか、ストックがHERA ArmsのCQRストックらしきものに変更されている。